# Reichsamt für Wetterdienst
Das Reichsamt für Wetterdienst (RfW), offiziell „Reichswetterdienst“, wurde 1934 in Berlin gegründet und unterstand dem Reichsluftfahrtministerium.
Leiter des Reichsamts war Ludwig Weickmann. Auch der Meteorologe Richard Habermehl war entscheidend am Aufbau des Amtes beteiligt. Das Amt leitete und koordinierte die Aufgaben des Reichswetterdienstes, der in erster Linie Beobachtungs- und Hilfsaufgaben für die Fliegerei hatte. Meist waren die Beobachtungsposten bei Flughäfen positioniert.
Auch wurde ein Netz von 5000 Beobachtungsstationen zur phänologischen Forschung errichtet und diesbezügliche Publikationen herausgegeben. Leiter dieses Dienstes war Fritz Schnelle, der diese Aufgabe nach Ende des Zweiten Weltkriegs beim Deutschen Wetterdienst (DWD) wahrnahm. Vom Reichsamt zum DWD wechselte auch Albert Baumgartner.
Zu den Publikationen gehörten die Häufigkeitstabellen flugmeteorologischer Beobachtungen (Deutschland), die 1938 im Verlag Walter de Gruyter erschienen. Sie trugen den Vermerk Nur für den Dienstgebrauch. Der Meteorologe und Polarforscher Max Robitzsch leitete ab 1935 verschiedene Abteilungen des Reichsamts und wurde 1942 Direktor.
Dem Reichsamt unterstanden die Sternwarte Sonneberg, das Meteorologische Observatorium Lindenberg und das Meteorologische Observatorium Hohenpeißenberg.
Von 1939 bis 1945 hatte die Schule des Reichswetterdienstes ihr Domizil in den Gebäuden des Flughafens Berlin-Tempelhof.
Der Reichswetterdienst, der Marinewetterdienst und der Heereswetterdienst bestanden bis 1945.